# Jolinchen

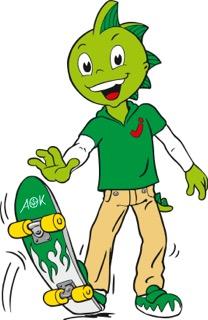
Schulkind-Jolinchen

Das Drachenkind Jolinchen ist eine Werbefigur der Krankenkasse AOK und wird seit 1985 in der Kundenkommunikation für Kinder im Alter von null bis zwölf Jahren eingesetzt. Ursprünglich als Vignette im AOK-Kindermagazin jojo hat es sich weiterentwickelt zum Wissensvermittler für Gesundheitsthemen. Jolinchen agiert zunehmend auch in digitalen Medien.

## Geschichte
Die Kinderkommunikation der AOK wurde von der wdv-Gruppe seit den 1980er-Jahren und 35 Jahre lang vor allem von Gabriele Wolff-Starck geführt. Das Drachenkind wurde zunächst von dem Kinderbuchgrafiker Dietrich Lange (auch Illustrator des Spiels des Jahres von 1986 „Heimlich & Co.“) gezeichnet, seit 2000 von dem Grafiker Stefan Müller. Zum Start waren es integrierte Kinderseiten im AOK-Magazin bleibgesund, die 1985 zum eigenständigen AOK-Kindermagazin jojo weiterentwickelt wurden. Es erschien bis 2019 sechsmal jährlich. Seit 2020 wird das AOK-Kindermagazin unter dem Titel „Jolinchen“ vom Heinrich Bauer Verlag/Serviceplan produziert. Es wird dem AOK-Gesundheitsmagazin beigelegt, das an Familien mit Kindern von vier bis zehn Jahren vierteljährlich verschickt und in allen Geschäftsstellen der Gesundheitskasse ausgelegt wird. Trägerheft und Beileger sind thematisch aufeinander abgestimmt. Das AOK-Kindermagazin wird von der Stiftung Lesen empfohlen.
Jolinchen ist ein geschlechtsneutrales Drachenkind, das auf spielerische Weise Gesundheitswissen vermittelt. Der Schwerpunkt liegt auf Ernährungs-, Bewegungs- und Entspannungsthemen. Jolinchen ist positiv, fröhlich und neugierig. Es entdeckt, probiert aus und soll so Gesundheitskompetenz vermitteln. Jolinchens bester Freund und interaktiver Kommunikationspartner ist seit 2020 ein Terrier namens Zausi.

## Für kleine und große Kinder
Jolinchen gibt es in zwei Ausführungen bzw. Altersstufen. Neben der Grundfigur, dem Schulkind-Jolinchen (in der Körperproportion eines 8- bis 10-jährigen Kindes), wurde 2014 ein jüngeres Jolinchen entwickelt, mit dem sich Kindergartenkinder besser identifizieren können. Jolinchen wächst also mit den Kindern mit. Dies erhöht die Akzeptanz und Glaubwürdigkeit des Charakters. 

### Schulkind-Jolinchen

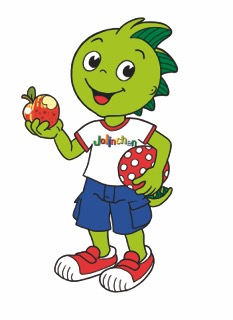
Kleinkind-Jolinchen (für Kinder von 3 bis 7 Jahren)

Jolinchen ist ein hellgrüner Drache mit fünf dunkelgrünen, hintereinander angeordneten Zacken auf dem Kopf und weiteren Zacken am Drachenschwanz. Sein Körper wirkt menschlich, es hat zwei Hände mit jeweils vier Fingern und zwei Füße. Das Schulkind-Jolinchen trägt ein dunkelgrünes Kapuzen-T-Shirt mit einem roten „j“ auf der linken Brust, darunter ein weißes Longsleeve-Shirt, eine beige Trekking-Hose und grün-weiße Schuhe. Die Statur ist schlank und ohne Geschlechtsmerkmale.

### Kleinkind-Jolinchen
Das Kleinkind-Jolinchen hat zusätzlich vor seiner ersten Kopfzacke noch eine kleine Ponyzacke und einen insgesamt etwas größeren Kopf als das Schulkind-Jolinchen. Es trägt ein weißes, kurzärmliges T-Shirt mit dem bunten Aufdruck „Jolinchen“, eine dunkelblaue, knielange Hose sowie rot-weiße Turnschuhe.

## Vermarktung
Die AOK setzt Jolinchen auf vielen Ebenen ein: in Bilderbüchern für Kleinkinder, im Kindergarten-Präventionsprogramm JolinchenKids, in einem Mailing-Programm zu Früherkennungsuntersuchungen, im AOK-Kindermagazin Jolinchen, online auf aok.de/jolinchen, auf Merchandising-Produkten, in Erklärvideos auf YouTube, als GIFs und als Alexa-Skill „Große Entdecker – Gesundheit entdecken mit Jolinchen“. Bei vielen Veranstaltungen nimmt Jolinchen als Walking Act teil. Es gibt bundesweit zahlreiche Kooperationen.

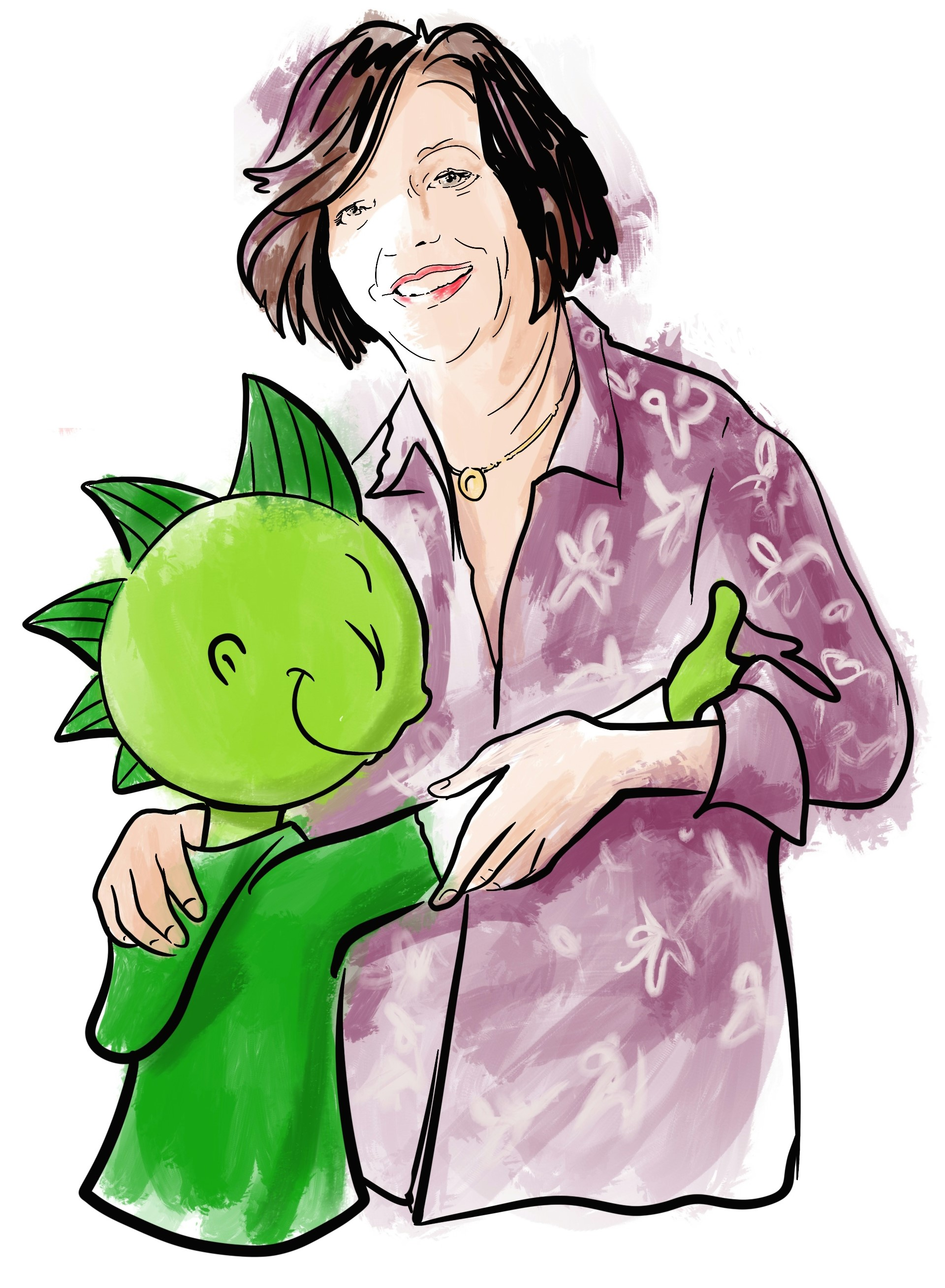
Jolinchen mit der Redakteurin Gabriele Wolff-Starck, die den Charakter aufgebaut und 35 Jahre geführt hat (ein Dankeschön-Porträt von Stefan Müller)

Gestartet ist das Kindermagazin mit einer Auflage von 85.000 Heften. Heute weist es mit über 1,3 Millionen Exemplaren zehn- bzw. zwanzigfach höhere Auflage als GEOlino oder Micky Maus auf. Jolinchen hat bereits den Eltern der Kinder von heute Informationen zur Gesundheit vermittelt.

## Pressemitteilungen
- Seit 30 Jahren Kinderkommunikation: https://www.pharma-relations.de/news/aok-kindermagazin-jojo-und-seine-gesundheitsbotschafterin-jolinchen-werden-30-jahre-alt
- Relaunch jolinchen.de: https://www.pharma-relations.de/news/wdv-gruppe-gestaltet-die-aok-kinderseite-www.jolinchen.de-neu
- Neue AOK Kinderseite: https://www.lifepr.de/pressemitteilung/wdv-gesellschaft-fuer-medien-kommunikation-mbh-co-ohg/wdv-Gruppe-gestaltet-die-AOK-Kinderseite-www-jolinchen-de-neu/boxid/386598
- Kinderevent mit Jolinchen: https://www.mittelbayerische.de/region/schwandorf-nachrichten/kinder-toben-gerne-mit-jolinchen-21416-art1660082.html
- wdv-Gruppe gestaltet AOK-Kinderseite 'jolinchen.de' neu: https://www.healthcaremarketing.eu/medien/detail.php?rubric=Medien&nr=18785
- AOK Medienfamilie: https://www.cpmonitor.de/news/detail.php?rubric=News&nr=510